# 太田祐茂
太田 祐茂（おおた すけしげ、1916年 - 1997年）は日本の自動車技術者。1957年に日本内燃機と合併するまで存在していた日本の自動車メーカー・オオタ自動車工業の創業者・太田祐雄の三男である。

## 経歴
少年時代から父の仕事を手伝い、早くからモータースポーツに強い関心を持っていた父・祐雄が、1936年に日本最初のサーキット・多摩川スピードウェイ(戦争により閉鎖)の完成を機に、自ら開発・製造していたオオタ小型自動車をベースにしたレーシングカーを作り上げると、長兄の祐一らと共にこれを操縦してレースへ参戦、企業規模の遥かに大きいライバル・ダットサンを圧倒した。
しかし、1937年に盧溝橋事件が勃発すると自動車レースは中止され、小型車生産にも厳しい資材割り当て制限が課せられ、オオタは乗用車のみならずトラックも1938年には生産不可能に追い込まれた。翌年、オオタを生産していた高速機関工業のオーナーであった三井財閥は株式を立川飛行機に売却、高速機関工業は航空機部品や防空用消火ポンプエンジンの生産に転換した。
敗戦翌年の1946年、祐茂は高速機関工業から独立し、東京都港区田町に自動車修理工場「オオタ商会」を設立。次第に公営オートレース用レーシングカーの設計製作やチューニングも手がけるようになり、1957年にはヤンマーディーゼルのために、ディーゼルエンジン搭載のキャブオーバー型軽トラックの試作を行った。
1958年には、高速機関工業の後裔である東急くろがね工業が起死回生のために売り出した軽トラック、くろがね・ベビーを試作、翌年にはベビーを生産するために設立された東急くろがねの子会社、「くろがね小型自動車製造(株)」の技術担当役員に就任することとなり、自らの「オオタ商会」をいったん閉鎖した。
しかし、ベビーは25,000台を生産したものの、スバル・サンバーなどの競合車種が出現したこともあって、東急くろがねの業績は悪化の一途をたどり、1962年には会社更生法の適用を申請、ベビーの生産は打ち切られ、祐茂は退社、旧オオタ商会があった港区田町八丁目にタマチ工業を資本金200万円で設立した。
タマチ工業は現在のトヨタテクノクラフト(TRD)の前身であるトヨペットサービスセンター特別開発室との取引をはじめ、公営ギャンブルレース用などのミニフォーミュラカーの設計製作や、ショックアブソーバーロット自動反転供給機などの省力機設計製作で知られるようになった。1977年には代表取締役の職を子息の邦博に譲った。